# Adolphe Desbarrolles

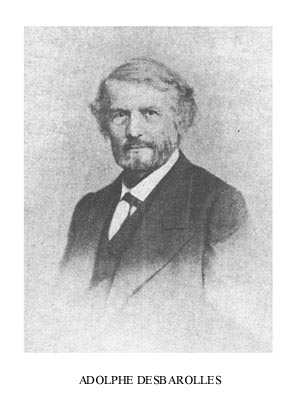

Adolphe Desbarrolles (22 de agosto de 1801 - 11 de febrero de 1886) fue un artista francés. Se le considera el padre de la quiromancia moderna, una forma de adivinación también conocida como lectura de la palma.

## Biografía
Desbarolles nació en París, Francia. Después de completar sus estudios, pasó tres años en Alemania. Luego regresó a Francia y allí trabajó como pintor y escritor, para después interesarse por la quiromancia.
Desbarolles se casó y de este matrimonio nació una hija, Marthe Desbarolles, quien también se convirtió en grafóloga y continuó el trabajo de su padre.
Murió en París en 1886, y fue enterrado en el cementerio de Pére Lachaise. 
Fue alumno y amigo del místico Éliphas Lévi,  quien lo menciona en su libro Dogma y Ritual de la Alta Magia.  También fue amigo de Alexandre Dumas, y le dijo, luego de leer la palma de su mano, que moriría a los 104 años de edad, después de un duelo, algo que no se cumplió.

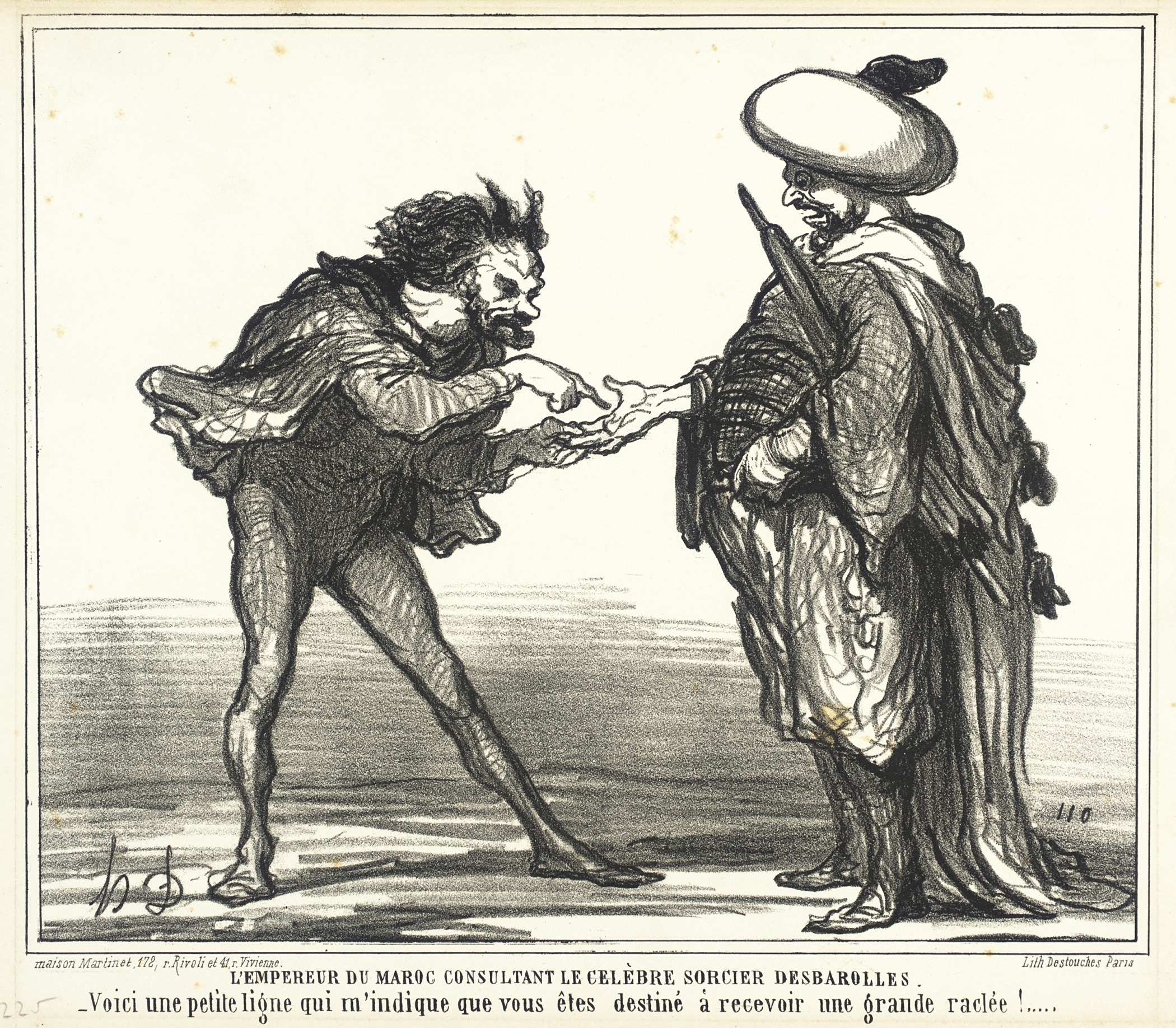
Imagen satírica que representa al Emperador de Marruecos consultando al célebre mago Desbarolles, de Honoré Daumier, de Le Charivari, 13 de diciembre de 1859.

## Obras
- "Les mystères de la main révélés et expliqués, art de connaître la vie, le caractère, les aptitudes et la destinée de chacun d'après la seule Inspection des mains (chiromancie nouvelle)" (1860), París, Dentu, 624 p.